# 堂野晶敬
堂野 晶敬（どうの あきのり、1982年4月20日 - ）は、日本の音楽プロデューサー、シンガーソングライター、映画監督。愛知県名古屋市生まれ。本名は堂野晶敬（読み同じ）。ソングライター、映画監督等のクリエイター名の表記としては、堂野アキノリと明記することが多い。

## 人物
シンガーソングライターであり、現在は、TOKYO RABBIT名義でのアーティスト活動以外に、他のアーティストへの楽曲提供やプロデュースを行う。高校卒業後、ハワイで語学学校に通いながらスクーバダイビングのインストラクターを勤める。その後、ロサンゼルスに渡りLos Angeles City College映画製作学部を卒業。海外在住中、メキシコの国境を超えた時、同じ土地なのに線を超えただけで世界が変わって見えたことがきっかけとなり、芸術で何かできないかという考えに至り音楽活動をスタートさせる。歌謡性の高いメロディーと、バラードを得意とする。
実業家として、神奈川県を中心に障がい者に動画編集、画像編集、イラスト制作、音楽制作等の各種クリエイティブソフトの使い方を教えたり、作品をプロデュースする福祉施設、株式会社AWANAを経営し全国展開をしている。

## TOKYO RABBIT RECORDS
ボーカル・ソングライターの堂野晶敬を中心に、音源をリリースしたバンドTOKYO RABBITを含め、Sumire、リア・ディゾン、本仮屋ユイカ、佐藤詩織、ヘラヘラ三銃士、ちはるのすけ等、多くのアーティストをプロデュースし、音楽の制作及びプロモーションを行う。近年は、映画制作にも力を入れており、初の長編映画「KATACHI」がNew York Independent Film Festivalにノミネート上映され、国内では、TOHOシネマズ六本木ヒルズでの国内初上映会を皮切りに、全国で上映された。

## 主な作品

### 作詞・作曲
- 篠崎愛
  - 「真っ赤隠して」
  - 「ユキアタリバッタリノ恋」
- Da-iCE（岩岡徹ソロ楽曲）
  - 「hitofuyu」（岩岡徹と共作）
- 沼倉愛美
  - 「Smiling&Smiling」
  - 「屋根上の朱い花」
- 平原綾香
  - 「月に照らされて ～言葉よりも深く想ってる～」
  - 「ソメイヨシノ」
  - 「Melody」
- 東山奈央
  - 「Day by Day」
  - 「星ノ標」
- Millea
  - 「虹色アーチ」
  - 「EveryDay,EveryNight」
  - 「かたち」
- Ms.OOJA
  - 「光射す方へ」
- 夏川りみ
  - 「春夏秋冬」

### 作曲
- 青柳翔
  - 「泣いたロザリオ」
- クリスハート
  - 「Still loving you」
- マオ from SID
  - 「chandelier」
- YU-A
  - 「最後でいい」

### オリジナルミニアルバム
- TOKYO RABBIT「JUST A STORY」「うさぎのジャンプ」

### TV番組
- 「校則アイドル〜淑女の学園〜」（MBSドラマ）音楽プロデュースを担当

### 短編映画
- 脚本監督
  - 「日傘の蔭」「東京」「shiawase」「PHONE BOOTH」「2LDK」「5 minutes in the Dark, 5 minutes in the Real」

### 長編映画

#### 脚本監督「KATACHI」
宮﨑香蓮、八木将康（劇団EXILE）が主演。その他、敦士、沢井美優、杉浦大毅、芳本美代子等が出演。
【あらすじ】
真由美は、恋人の智に、週末彼の実家に行かないかと誘われる。とうとう結婚秒読みと胸を弾ませ、実家に向かう真由美。そこに待っていたのは戸籍上、智の養母となっていた元恋人の浩子と4歳になる長男の剛だった。真由美は驚き、憤慨し家を飛び出す。そんなタイミングで、以前から真由美に恋心を抱いていた順平から食事に誘われ、真由美の気持ちは揺れながらも、智への想いも拭い去ることができず、交差する様々な愛の形を拒絶し、受け入れる愛の物語。やっと平穏が訪れると思った矢先、衝撃のラストが待ち受ける。
主題歌：Ms.OOJA「光射す方へ」 作詞：Ms.OOJA、堂野アキノリ　作曲：堂野アキノリ
挿入歌：MILLEA「かたち」　作詞・作曲：堂野アキノリ

#### 脚本監督「右へいってしまった人」
平松賢人（BOYS AND MEN）主演。ヒロインは、高田夏帆。その他、財木琢磨、杉浦大毅、沢井美優、内木志、奥田こころ、津田寛治、夏川りみ（本人役）等が主演。
【あらすじ】
40歳の鷹介はシェアハウス生活していた時代に、仲間と海へ遊びに行った28歳の時の夢を連夜見る。その夢の中、現実では左の駐車場に停めるはずだった仲間と乗り合わせた車は、右の駐車場へと停まる。その日出会うはずだった、同じシェアハウスで暮らしていて別のグループで海に来ていた若かりし頃の水帆（現妻）と鷹介は、出会わない。
ある日、また同じようにその海へ行った過去の夢を見るが、鷹介はその夢から朝覚めることができず、そのまま日常となり、パラレルワールドへと迷い込む。過去の世界にタイムリープしてしまった鷹介は、左ではなく、右の駐車場に車を停めるという、たった一つの選択の違いで水帆とすれ違い、水帆は、その世界線上では鷹介の親友、修二と付き合ってしまうことになる。
妻と一緒になれなかった人生、そのパラレルワールドで鷹介は本当に大切なものが何だったのかを気づかせられる日々を過ごしながら、当時目指していた音楽家への道を諦めることなく、もう一度目指すことにする。
主題歌：夏川りみ「春夏秋冬」　作詞・作曲：堂野アキノリ

## プロディースした主なミュージシャン
- 祐真キキ　デビューシングル「SAZANKA」配信シングル「心の花」
- リア・ディゾン　ミニアルバム「FOR THE WORLD」配信EP「ONLY YOU」
- Sumire　配信シングル「Still stay here」配信EP「カタオモイ」
- mana　配信シングル「青ノ詩/MEGURU」「歩道橋から見上げた月」「ODORO」
- ヘラヘラ三銃士　配信シングル「あるわけないわゴメン」
- 小笠原健　配信シングル「逢いたい」
- ゆいか（本仮屋ユイカ）「HAPPY WEEKEND LOVE」「この夜のラブストーリー」「通りすがり」※吉本ばななが作詞で参加。
- 佐藤詩織「まっしろな世界。」「ケイトウ」
- 平松賢人「POTSUN」等多数

## イベント制作
- 2019年
  - 8月4日　リア・ディゾン　カムバックファンミーティング in 高田馬場 音部屋スクエア
  - 11月4日　リア・ディゾン　カジュアルディナーショー in 銀座 Live Music Restaurant CRAZY PINTXOS
  - 11月23日　TOKYO RABBIT&スナックパウダーボーイズ　２マンライブ in 渋谷BYG
- 2020年
  - 2月1日　Sumire’s ワンマンライブ in 品川J-SQUARE
  - 3月7日　アイドルフェス「ラビット祭り（ラビマツ） Vol.1」 in 品川J-SQUARE
- 2022年
  - 10月16日　長編映画「KATACHI」国内初上映会　in TOHOシネマズ六本木ヒルズ
  - 12月24日　ゆいか25周年記念〜”ゆいか”のクリスマスLIVE〜 in 表参道WALL&WALL

## メディア出演
- 「堂野晶敬のMusic Hour」（@FM）
- 「Smile SUMMIT」（NACK5） - ゲスト出演
- 「WEEKEND COLOR」（FM PORT） - ゲスト出演
- 「ヘンケンLABO」（2021年10月 - 、FMヨコハマ）レギュラー出演